# Heterapoderopsis bicallosicollis
Heterapoderopsis bicallosicollis is een keversoort uit de familie bladrolkevers (Attelabidae). De wetenschappelijke naam van de soort werd in 1932 gepubliceerd door Eduard Voss.